# Cycas inermis
Cycas inermis — вид голонасінних рослин класу саговникоподібні (Cycadopsida).

## Опис
Стовбури деревовиді, 1,5–4 м заввишки, 8–14 см діаметром у вузькому місці; 6–35 листків у кроні. Листки темно-зелені, дуже блискучі, завдовжки 220–300 см. Пилкові шишки яйцевиді, вершкові, довжиною 12 см, 8 см діаметром. Мегаспорофіли довжиною 20 см, сіро-повстяні. Насіння довгасте, 50–60 мм, 38–50 мм завширшки; саркотеста оранжева, злегка вкрита нальотом, товщиною 5 мм.

## Поширення, екологія
Країни поширення: В'єтнам. Локально поширені в закритих вічнозелених або напівлистопадних лісах на плоских або підвищених місцях на граніті, метаморфічних або базальтових вулканічних субстратах. Часто росте на крутих схилах або місцевих невеликих кам'янистих підйомах, де більший.

## Загрози та охорона
Цей вид знаходиться під загрозою руйнування середовища проживання, а також видалення з дикої природи, тому що це популярна для озеленення рослина. Рослини зростають у англ. Nam Cat Thien National Park.